# 国司親相
国司 親相（くにし ちかすけ）は、江戸時代末期（幕末期）の武士。長州藩の家老。国司 信濃（くにし しなの）の名で知られる。

## 生涯
天保13年（1842年）6月15日、寄組藩士・高洲元忠（たかす もとただ）の次男として生まれる。幼名丑之介、徳蔵、熊之助とも称し、後に信濃、朝相（ともすけ）と改め、毛利慶親（後の毛利敬親）より一字を賜り、親相と改めた。6歳の頃、同じく寄組藩士5600石の国司迪徳（みちのり、通称は亀之助、将監）の養嗣子となり、弘化4年（1847年）に家督を継いで大組頭となった。家柄も然ることながら、親相は若い頃から聡明だったため、次第に頭角を現してゆき、文久3年（1863年）には長井雅楽の切腹検視役正使を務めている。
嘉永6年（1853年）、アメリカ合衆国のマシュー・ペリーが浦賀に来航して以来、日本では尊王攘夷論が高まり国内騒然し、文久3年（1863年）5月10日、親相は久坂玄瑞らと共にアメリカ船ペンブローク号（Pembroke）を砲撃し、下関海峡を封鎖、朝廷からも褒勅の沙汰を賜わった。この功績により、親相は下関防備総奉行に任じられる。しかし八月十八日の政変で長州藩が京都から追放されると、親相は家老に昇格した上で、同じく家老の益田親施や福原元僴、さらに久坂・来島又兵衛・真木保臣らと共に京都における長州藩の影響力を取り戻そうと挙兵して、翌元治元年（1864年）7月19日に禁門の変を引き起こした。
だが、薩摩藩・会津藩連合軍の前に大敗し、来島や久坂と真木は自刃、戦乱を起した敗軍の責を負わざるを得なくなった。親相は誰よりも責任を感じ、死をおもうていた。「はかなくも風の前の燈火（ともしび）の、消えゆることのみ待つ我が身かな」との京都の天龍寺において詠んでいる一首にそのことが偲ばれる。最善の引責の方法を藩主の命によって決したいとの一念で、玉砕をさけあえて帰藩。時は元治元年（1864年）8月5日である。
やがて第一次長州征伐が始まると、征長総督（総大将）に徳川慶勝、参謀に西郷隆盛が就任した大軍が長州に押し寄せてくる。そして西郷が長州藩に対して、責任を取る形で親相ら三家老の切腹を要求したため、親相は徳山澄泉寺にて同年11月12日、自刃して果てた。享年23。親相の家老職は、益田や福原の永代家老とは違い、実力で昇進した家老職であった。
辞世の句「よしやよし 世を去るとても 我が心 御国のために なほ尽さばや」「君がため つくせやつくせ おのがこの 命一つを なきものにして」。
墓所は宇部市奥万倉の天龍寺。妻と並んで墓石が建っている。死後の明治21年（1888年）に靖国神社合祀。明治24年（1891年）、贈正四位。